# Погледни ме в очите
Погледни ме в очите е дебютният албум на певицата Анелия. Той включва 11 песни и е издаден в края на 2002 година на аудиокасета и CD от Пайнер. Основни композитори и аранжори в албума са Тодор Димитров-Токича и Пламен Стойчев, а основни текстописци Мая Димитрова, Пламен Стойчев, Дончо Кръстев. Една от колаборациите в албума е песента „Лед и огън“, в която участва Нелина. Другата такава е „Не ме лъжи“ – с участието на DJ Джери. Съдържа хитовете ѝ „Погледни ме в очите“, „Само мене нямаш“ и „Само тази нощ“.  

## Песни
| #  | Заглавие на песента                  | Музика                      | Аранжимент            | Текст          | Времетраене |
| -- | ------------------------------------ | --------------------------- | --------------------- | -------------- | ----------- |
| 1  | Погледни ме в очите (ремикс)         | Fivos                       | Тодор Димитров-Токича | Мая Димитрова  | 04:44       |
| 2  | Само тази нощ                        | Fivos                       | Тодор Димитров-Токича | Пламен Стойчев | 03:14       |
| 3  | Лед и огън (дует с Нелина)           | Konstantinos Pantzis        | Тодор Димитров-Токича | Дончо Кръстев  | 05:20       |
| 4  | Не ме лъжи (с участието на DJ Джери) | Тодор Димитров-Токича       | Тодор Димитров-Токича | Мая Димитрова  | 04:16       |
| 5  | Прости                               | Тодор Димитров-Токича       | Тодор Димитров-Токича | Мая Димитрова  | 04:00       |
| 6  | Само мене нямаш                      | Дино Мерлин, Enes Tvrtković | Тодор Димитров-Токича | Пламен Стойчев | 03:40       |
| 7  | Без теб                              | Mando                       | Пламен Стойчев        | Пламен Стойчев | 03:40       |
| 8  | Чужди устни                          | R. Raičević                 | Тодор Димитров-Токича | Мая Димитрова  | 03:48       |
| 9  | Сама                                 | Titos Kalliris              | Пламен Стойчев        | Пламен Стойчев | 04:02       |
| 10 | Не искай                             | M. Vukasinovic              | Пламен Стойчев        | Мая Димитрова  | 03:52       |
| 11 | Погледни ме в очите                  | Fivos                       | Пламен Стойчев        | Мая Димитрова  | 04:16       |

## Видеоклипове
| Видеоклип                    | Премиера | Албум               | Режисьор                    |
| ---------------------------- | -------- | ------------------- | --------------------------- |
| Чужди устни                  | 2002     | Погледни ме в очите | Николай Скерлев             |
| Погледни ме в очите          | 2002     | Погледни ме в очите | Румен Атанасов/Георги Колев |
| Погледни ме в очите (ремикс) | 2003     | Погледни ме в очите | Николай Скерлев             |
| Само мене нямаш              | 2003     | Погледни ме в очите | Георги Колев                |

## ТВ Версии
| Видеоклип     | Албум               | Програма                                 |
| ------------- | ------------------- | ---------------------------------------- |
| Лед и огън    | Погледни ме в очите | Новогодишна програма в „Приказките“ 2002 |
| Само тази нощ | Погледни ме в очите | Новогодишна програма в „Приказките“ 2002 |
| Прости        | Погледни ме в очите | Великденска програма „Българка“ 2003     |

## Музикални успехи и награди
| Видеоклип                                                                                 | Музикални успехи и награди                                                         | –                    |
| ----------------------------------------------------------------------------------------- | ---------------------------------------------------------------------------------- | -------------------- |
| Погледни ме в очите                                                                       | Първо място почти всички класации за попфолк музика (2002)                         | в България           |
| Погледни ме в очите                                                                       | Първо място в класацията за „Топ 10 Албуми“ на половин година (2002)               | в България           |
| Погледни ме в очите                                                                       | Най-продавания албум в попфолка за (2003)                                          | Фолк Ревю/в България |
| Погледни ме в очите (ремикс)                                                              | Първо място почти всички класации за попфолк музика (2003)                         | в България           |
| Само мене нямаш                                                                           | Първо място почти всички класации за попфолк музика (2003)                         | в България           |
| Само мене нямаш (1), Погледни ме в очите (ремикс) (3), Само тази нощ (5), Лед и огън (10) | С 4 песни на „Топ 20 на фолк хитовете“ за март (2003)                              | Култ                 |
| Само мене нямаш                                                                           | Първо място в класацията на най-търсен фолк песен в интернет (691.413 пъти) (2003) | Фолк Ревю            |

## Музикални изяви

### Участия в концерти
- Денс парти 2002 – изп. „Погледни ме в очите (ремикс)“
- 1 година телевизия „Планета“ – изп. „Погледни ме в очите (ремикс)“
- Награди на телевизия „Планета“ за 2002 г. – изп. „Лед и огън“
- Награди на списание „Нов фолк“ за 2002 г. – изп. „Само мене нямаш“ и „Погледни ме в очите“
- Тракия фолк 2003 – изп. „Обичай ме“, „Не ме лъжи“ и „Само мене нямаш“

## Гост музиканти
- Николай Радев–Малкия – китари
- Тенчо Марашев – бузуки
- Пламен Стойчев–Папо – кларнет
- Тодор Димитров – тарамбука